# Desierto de Sonora
El desierto de Sonora (en inglés: Sonoran Desert), a veces también llamado desierto de Gila por el río Gila, es un desierto localizado en América del Norte cuya extensión es compartida entre dos países. Políticamente se divide entre los Estados Unidos y México, cubriendo grandes partes de los estados estadounidenses de Arizona y California, así como parte de los estados mexicanos de Baja California y Sonora, el cual le da nombre. Es uno de los desiertos más calurosos y grandes del mundo, pues cubre un área de 311 000 km². Un satélite de la NASA midió en infrarrojos una temperatura superficial de 80.8 grados Celsius en la zona de rocas volcánicas del desierto. Se trata, de momento, de la temperatura más alta medida en la superficie de la Tierra. Hay que tener en cuenta que esta temperatura se refiere a la del suelo en superficie y no a la del aire que es muy inferior.
El desierto sonorense se erige como un tesoro natural de biodiversidad, destacándose como el desierto más diverso del mundo.

## Situación

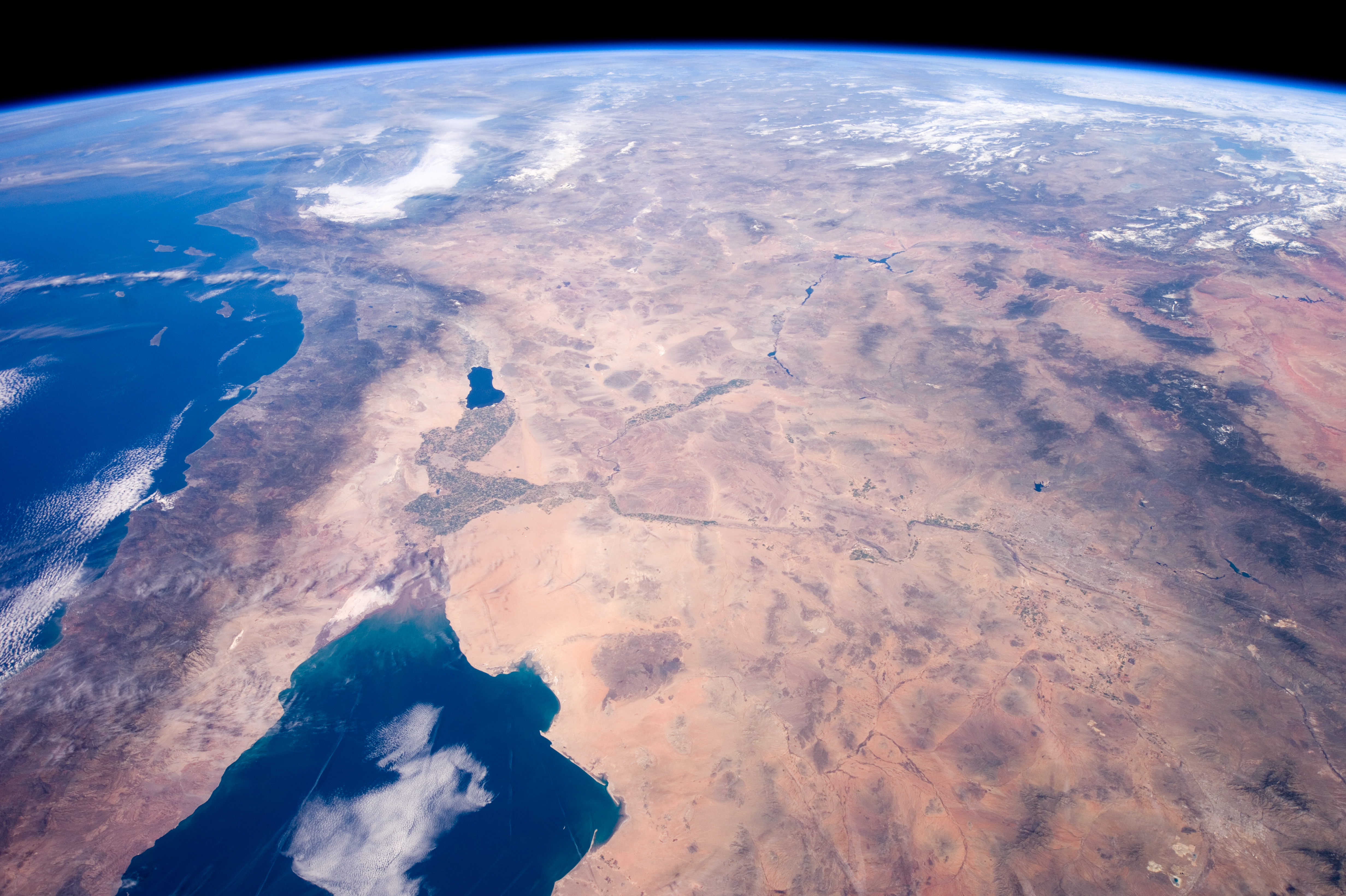
Vista de gran parte del desierto de Sonora desde la Estación Espacial Internacional.

El desierto se encuentra en el extremo norte del golfo de California, desde el noreste de Baja California, a través del sureste de California y el suroeste de Arizona y hasta el oeste de Sonora. Se extiende sobre las regiones del valle del Bajo Colorado, el Vizcaíno y la llanura Sonorense.
El desierto de Sonora se subdivide en siete regiones: Valle del Bajo Colorado, Tierras Altas de Arizona, Llanura Sonorense, Estribaciones de Sonora, Costa del Golfo Central, El Vizcaíno y La Magdalena. Muchos ecologistas consideran que, de hecho, las regiones de El Vizcaíno y La Magdalena, que ocupan el lado oeste de la península de Baja California, son una ecorregión aparte.

## Flora
Contiene gran variedad de flora y fauna endémicas. Estas especies han desarrollado adaptaciones notables para sobrevivir en condiciones de temperaturas extremas y escasa humedad. 
Entre las cactáceas, el cactus saguaro emerge como un símbolo distintivo de esta ecorregión, con alturas que oscilan desde unos pocos centímetros hasta 15 metros. Tardan décadas en crecer, pues pueden vivir hasta 200 años, creciendo un metro cada 20 o 50 años. Durante la primavera, el paisaje se transforma con la floración de cactus y dientes de león.

## Fauna
Entre los mamíferos, destaca el coyote (Canis latrans); este carnívoro adaptable y ágil es una figura común en el desierto sonorense, cazando tanto en solitario como en grupos familiares; también la zorra del desierto (Vulpes macrotis), esta zorra es conocida por sus grandes orejas, que ayudan en la regulación térmica.
Existe una enorme cantidad de reptiles, con más de 100 especies reportadas. Son distintivos el monstruo de Gila (Heloderma suspectum): un lagarto venenoso y de aspecto imponente, conocido por su coloración moteada; el lagarto de collar (Crotaphytus collaris): se encuentra en zonas rocosas y arenosas; y la culebra de cascabel diamantina (Crotalus atrox): serpiente venenosa, depredador clave en el desierto. 
Entre las más de 350 aves descritas (habitantes y migratorias), destaca el mochuelo de los saguaros (o búho elfo; Micrathene whitneyi): un pequeño búho que habita en los saguaros, contribuye al equilibrio ecológico controlando poblaciones de insectos y pequeños roedores; y el carpintero dorado (Colaptes chrysoides), que suele anidar en nidos sobre los cactus. También es representativa la codorniz de Gambel (Callipepla gambelii), el buitre americano de cabeza roja (Cathartes aura) y algunas subespecies del halcón de cola roja (Buteo jamaicensis). Otra ave distintiva es el correcaminos (Geococcyx californanus), reconocida a nivel mundial gracias a la cultura popular.
Existe una enorme cantidad de endemismos de insectos, como arañas, escorpiones, hormigas y más de 1000 especies de abejas descritas. El desierto es casa de la hormiga cortadora de hojas (Acromyrmex versicolor) y varias especies de luciérnagas y escarabajos bioluminiscentes.

## Los seris en el desierto de Sonora
Más interesante aún es el hecho de que seres humanos sean capaces de habitar en el desierto. Este es el caso de la comunidad seri, un grupo indígena que antiguamente habitaba la isla más grande de México, la isla Tiburón, en el mar de Cortés. Debido a que la isla fue declarada reserva natural en 1965, los seris tuvieron que desplazarse al desierto, en donde son los únicos que tienen permiso de cazar y pescar como medio de supervivencia. Los seris habitan en Punta Chueca y Desemboque.

## Galería

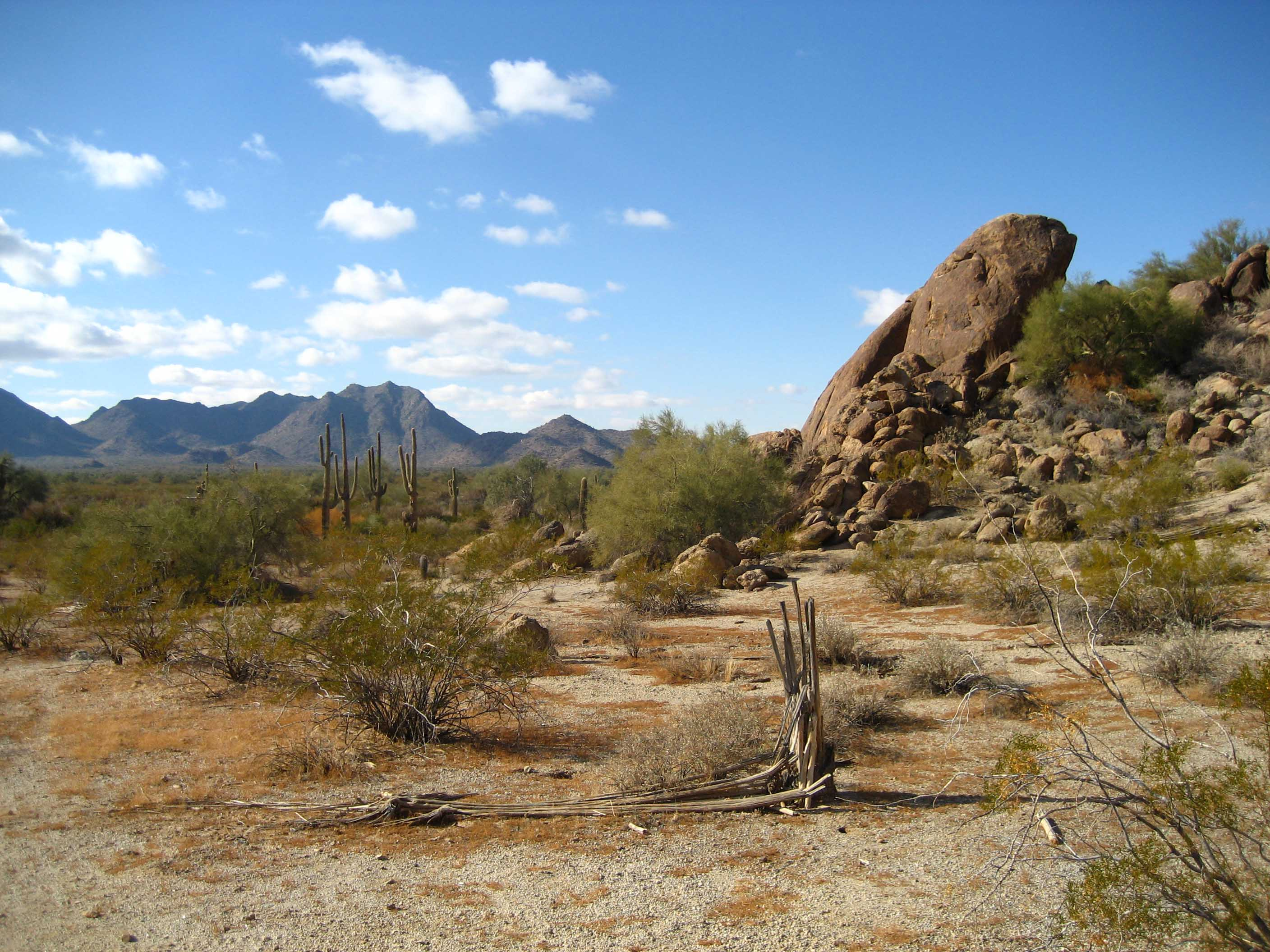
El desierto de Sonora cerca de Maricopa, Arizona.
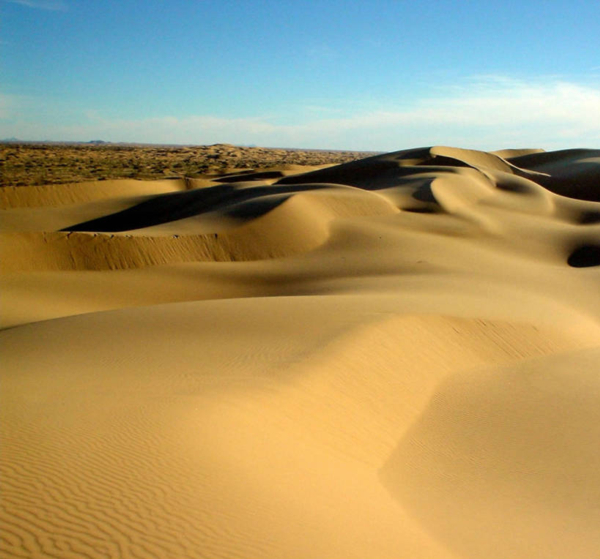
Dunas de arena cerca del Gran desierto de Altar.
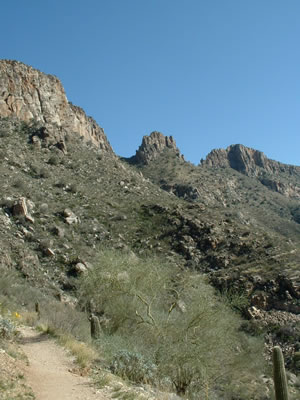
Las Montañas de Santa Catalina en el desierto de Sonora, cerca de Tucsón, Arizona.
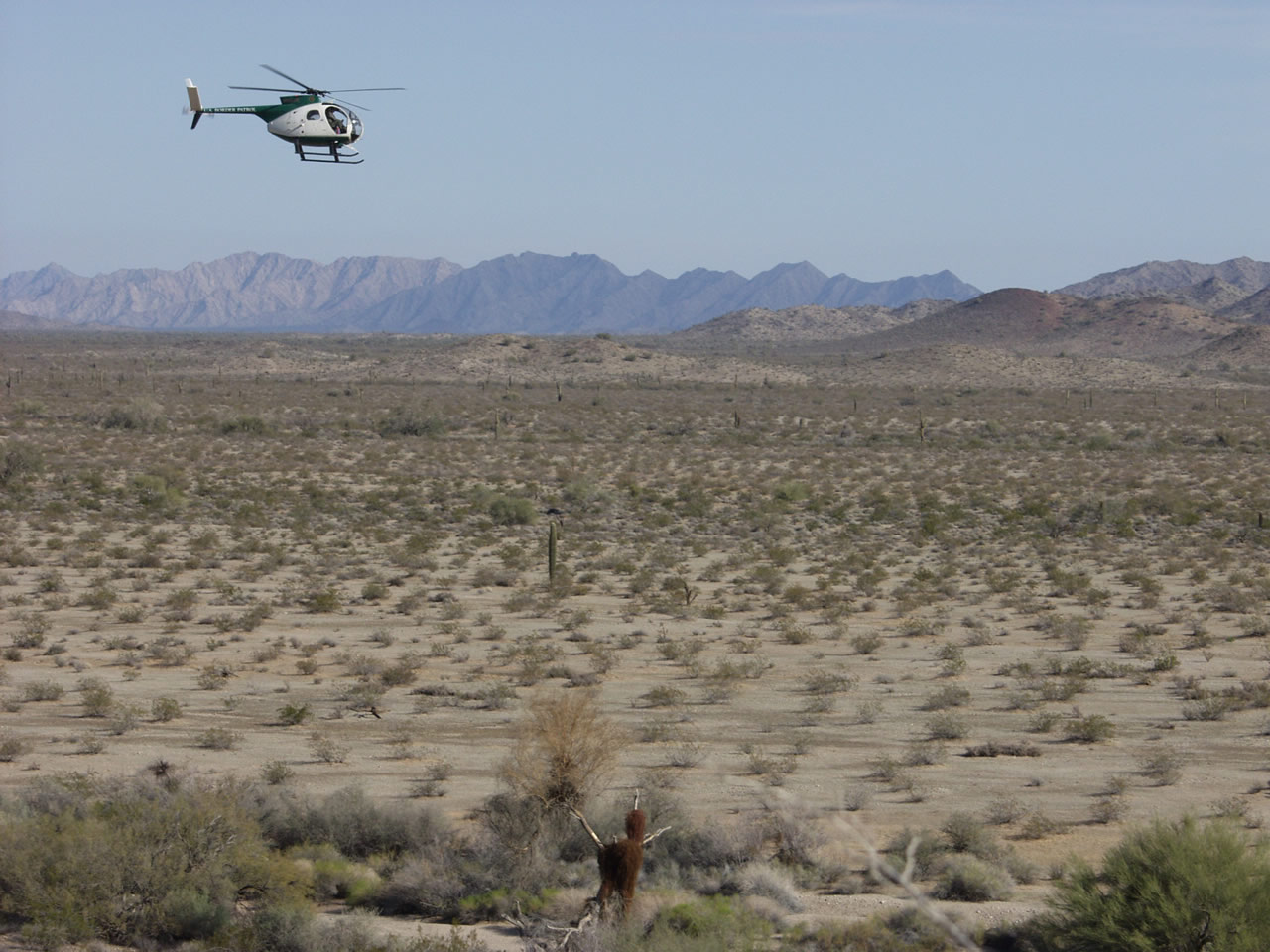
Helicóptero de la Patrulla Fronteriza de los Estados Unidos sobre El Camino Del Diablo, un camino histórico de 250 millas en el desierto de Sonora.
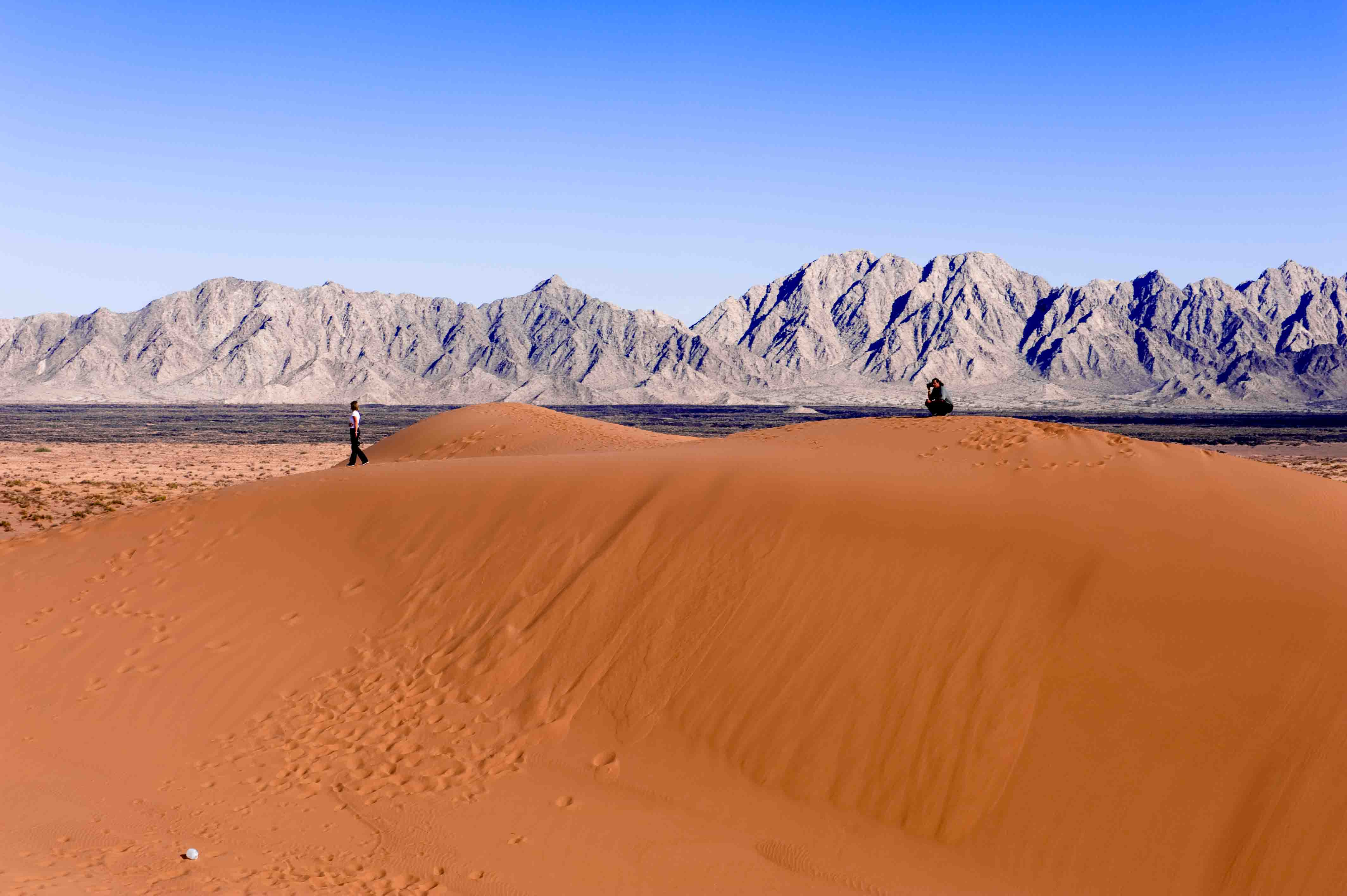
Dunas de arena en la Reserva de la Biosfera de El Pinacate en el noroeste de Sonora, México.
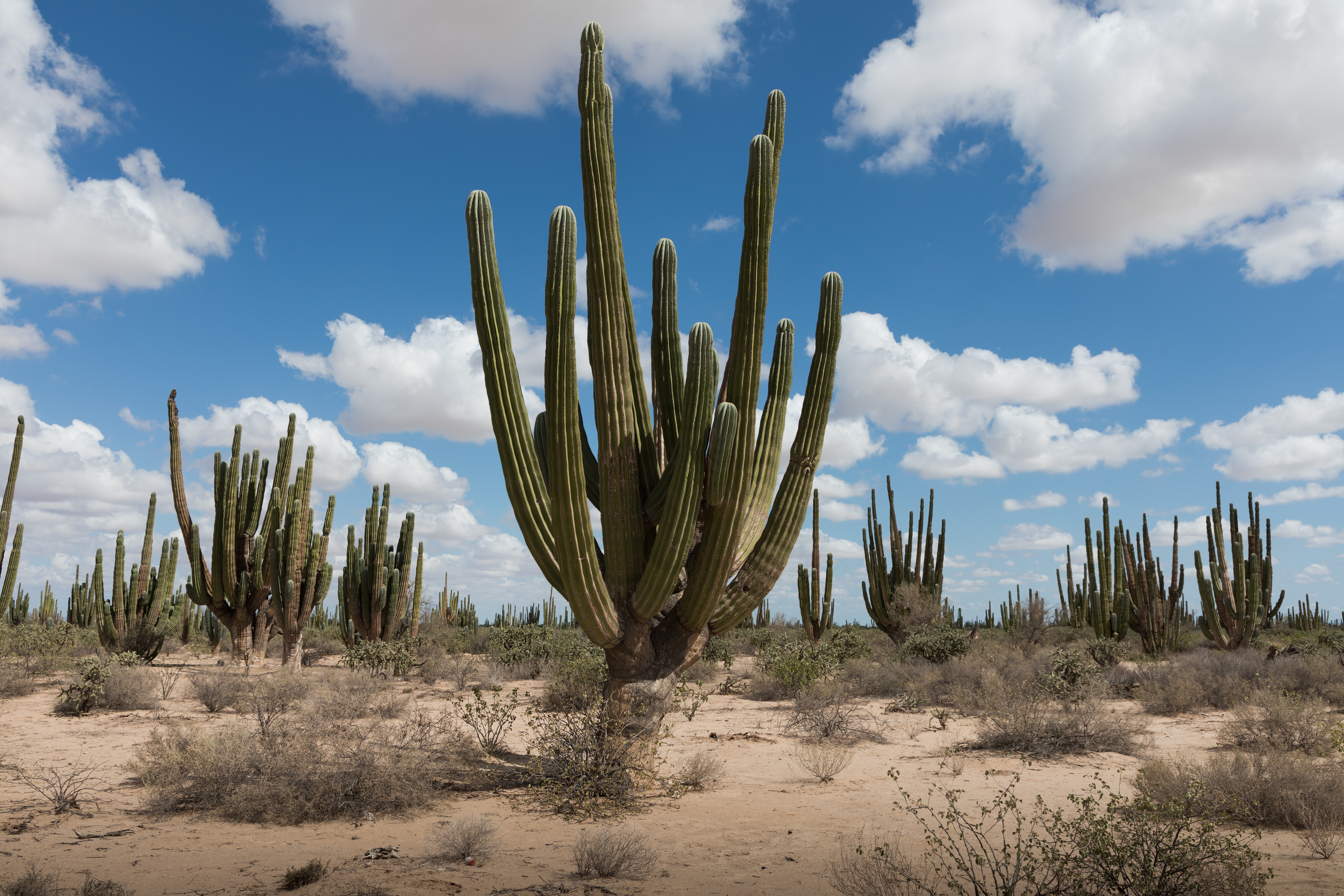
Bosque de Pachycereus pringlei en Sonora, México.
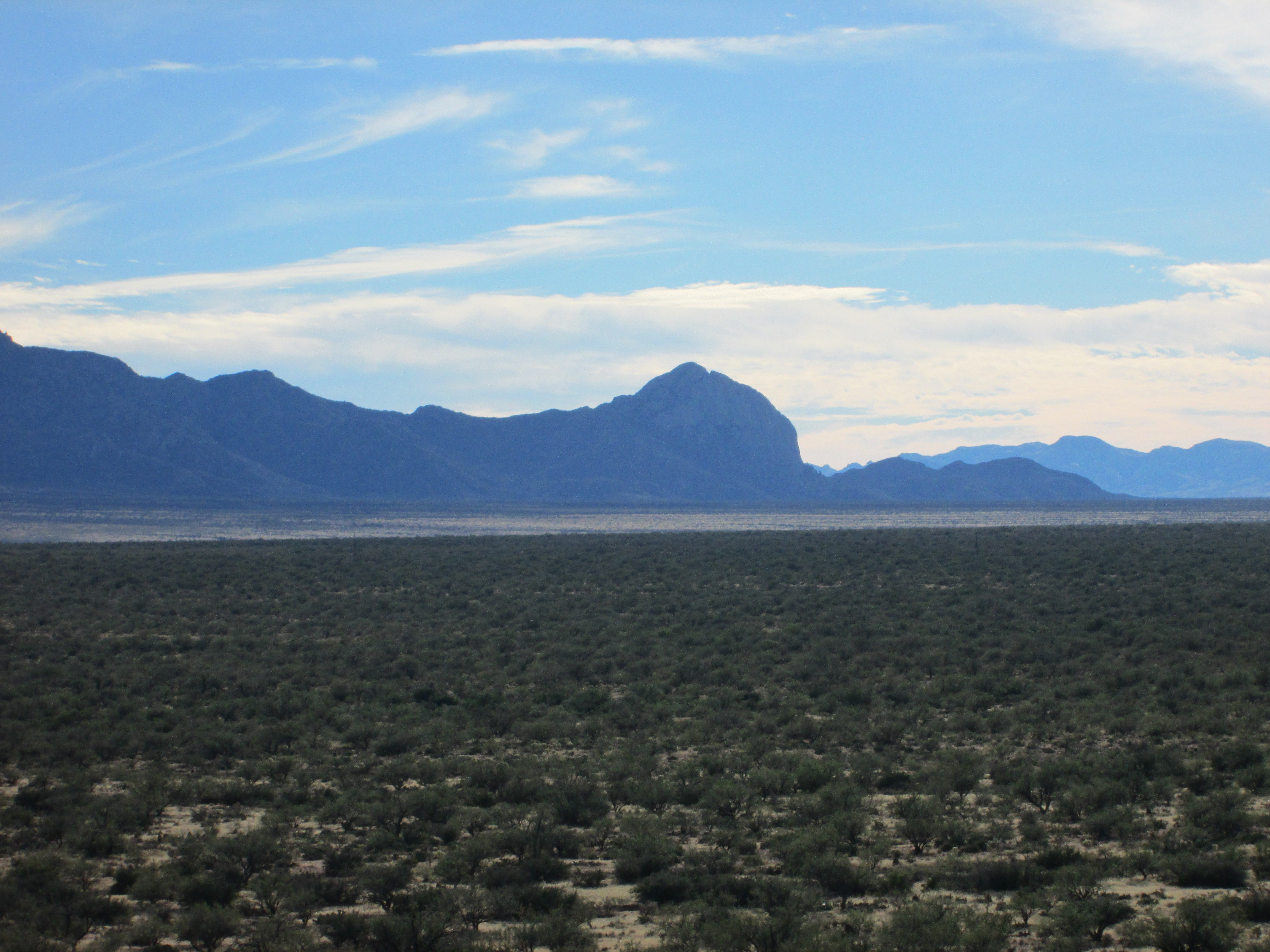
Bosque de mesquita en con la sierra de Santa Rita al fondo.
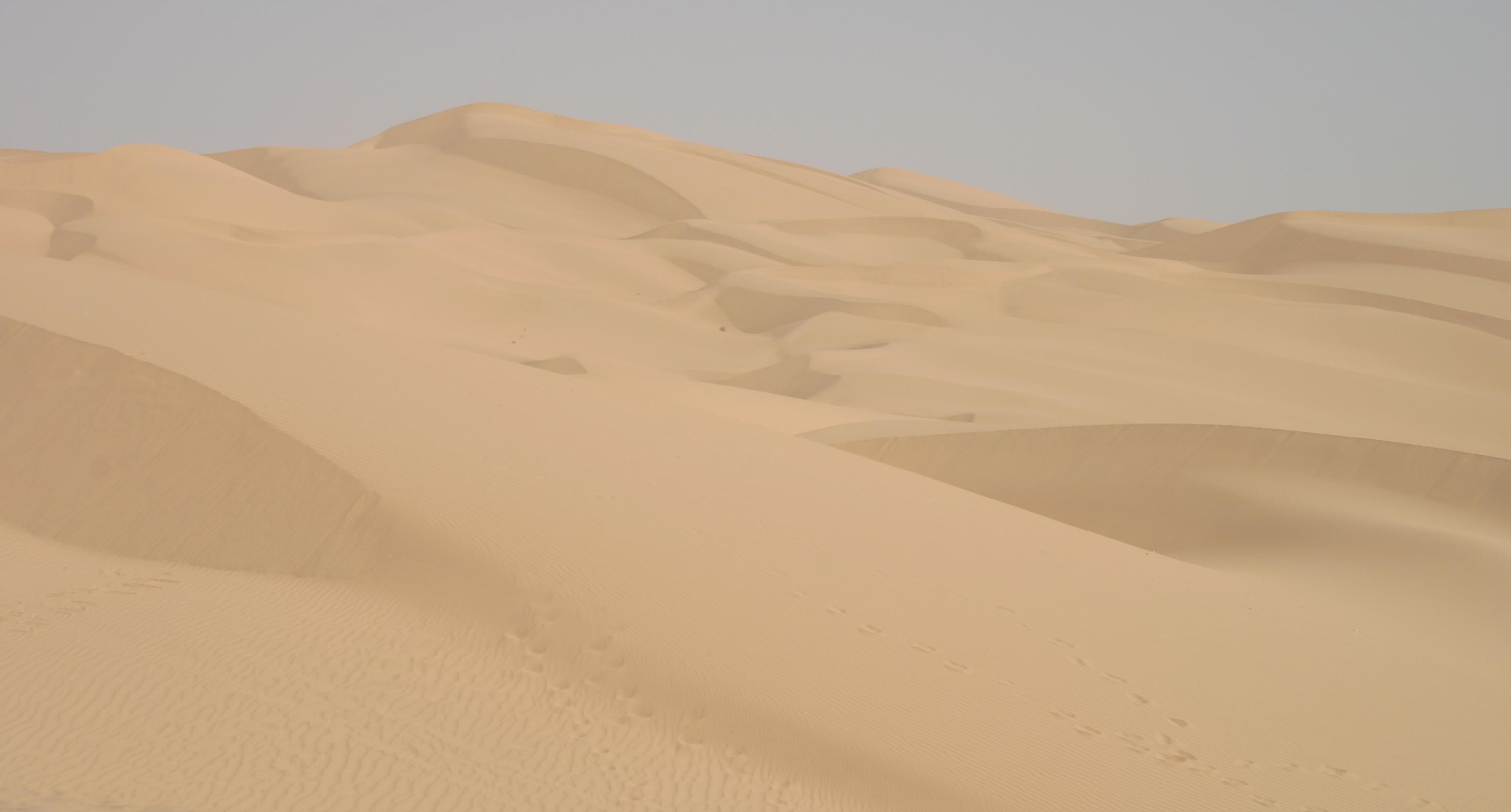
Las dunas de los Algodones en el sureste de California.